# Trebesing
Trebesing è un comune austriaco di 1 186 abitanti nel distretto di Spittal an der Drau, in Carinzia.